# Sierra del Carche

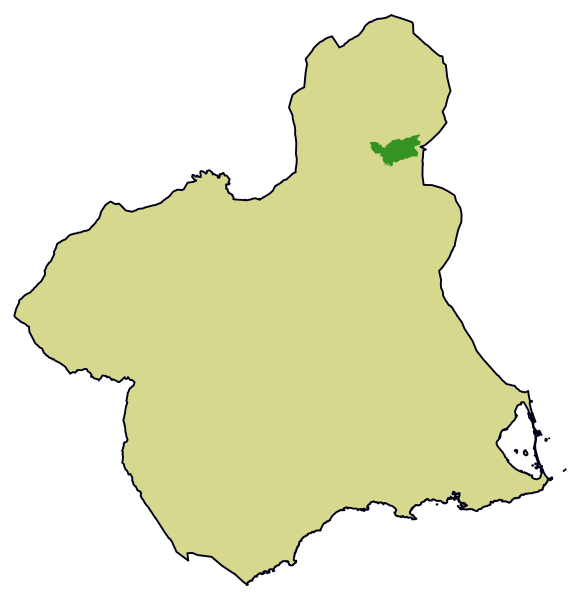
Sierra del Carche

De Sierra del Carche is een natuurpark in het noordoosten van de provincie Murcia, Spanje.
Het is een berglandschap (Sierra betekent letterlijk: berglandschap) van 5.942 hectare op de grens van de gemeentes Jumilla en Yecla.
Het gebied is genoemd naar de hoogste berg El Carche die 1.372 meter hoog is en lokaal ook bekekend staat als "La Madama". Samen met de bergen "Las Pansas" en "el Diapiro Dalino del Cabezo de la Sal" vormt deze berg "Los tres Cumbres", wat de drie toppen betekent. Het gebied is vulkanisch van oorsprong.
De gebieden binnen de Sierra del Crache die het bezoeken waard zijn:
- el Cabezo de la Rosa
- la Madama del Carche
- el Barranco de la Gorafía
- la Umbría del Revolcador
- la Peña del Castelar
- el Barranco de San Cristóbal
- la Pedriza
- la Solana de la Alberquilla
- el Barranco del Saltaor
- la Curiosa y la Fuente de la Sanguijuela.

## Fauna
De fauna in de Sierra del Carche is divers te noemen. Er komen everzwijnen, dassen, wilde katten, eikelmuizen, buizerds, slechtvalken, torenvalken, oehoes, steenarenden en diverse zangvogels voor. De Sierra is ook een aantrekkelijke tussenlandingsplaats voor trekvogels.

## Flora
De flora is voor wat betreft bomen redelijk eenzijdig, er groeien voornamelijk grove dennen Pino carrasco of aleppodennen maar ook aardbeibomen en hulsteiken. Daarnaast groeien er veel kruiden zoals rozemarijn en tijm.